# Sołomna
Sołomna (ukr. Соломна) – wieś na Ukrainie, w obwodzie chmielnickim, w rejonie chmielnickim, w hromadzie Wołoczyska. W 2001 liczyła 1111 mieszkańców, spośród których 1104 wskazało jako ojczysty język ukraiński, 5 rosyjski, a 2 białoruski.